# Seznam děkanů Právnické fakulty Masarykovy univerzity
Toto je seznam děkanů Právnické fakulty Masarykovy univerzity.
1. František Weyr (1919–1920)
2. Jaroslav Kallab (1920–1921)
3. Karel Engliš (1921–1922)
4. Josef Vacek (1922–1923)
5. Bohumil Baxa (1923–1924)
6. Dobroslav Krejčí (1924–1925)
7. Karel Engliš (1925–1926)
8. Jaromír Sedláček (1926–1927)
9. František Weyr (1927–1928)
10. Jan Loevenstein (1928–1929)
11. Jaroslav Kallab (1929–1930)
12. Rudolf Dominik (1930–1931)
13. Dobroslav Krejčí (1931–1932)
14. Jan Vážný (1932–1933)
15. Bohumil Baxa (1933–1934)
16. Jaromír Sedláček (1934–1935)
17. František Weyr (1935–1936)
18. František Čáda (1936–1937)
19. Jaroslav Kallab (1937–1938)
20. František Rouček (1938–1939)
21. Rudolf Dominik (1939–1940)
fakulta uzavřena
22. František Čáda (1945–1946)
23. Vladimír Vybral (1946–1947)
24. Vladimír Kubeš (1947–1948)
25. Jaroslav Pošvář (1948–1949)
26. Jaromír Blažke (1949–1950)
fakulta zrušena
27. Vladimír Klokočka (1969–1970)
28. Bohumil Kučera (1970–1973)
29. Josef Macur (1973–1984)
30. Eduard Vlček (1984–1990)
31. Jiří Kroupa (1990–1994)
32. Zdeňka Gregorová (1994–1995)
33. Josef Bejček (1995–2001)
34. Jan Svatoň (2001–2007)
35. Naděžda Rozehnalová (2007–2015)
36. Markéta Selucká (2015–2019)
37. Martin Škop (od 2019)